# Ogataea ganodermae
Ogataea ganodermae är en svampart som beskrevs av F.Y. Bai & Z.H. Ji 2008. Ogataea ganodermae ingår i släktet Ogataea och familjen Pichiaceae.   Inga underarter finns listade i Catalogue of Life.